# Operațiunea Osen
Operațiunea Osen („Toamnă”; rusă Операция «Осень», lituaniană Operacija „Ruduo“) a fost o deportare în masă efectuată de Ministerul Securității Statului (MGB) pe teritoriul Lituaniei sovietce în toamna anului 1951. În timpul operațiunii, peste 5.000 de familii (peste 20.000 de persoane) au fost transportate în regiuni îndepărtate ale Uniunii Sovietice. Această operațiunea a fost ultima mare deportare din seria deportărilor sovietice din Lituania. Operațiunea a fost o campanie de desculacizare (dezchiaburire), care a vizat în mod țintit țăranii care au rezistat  colectivizarării și au refuzat să se intre în  colhozuri (ferme colective socialiste). 

## Pregătirile
După două mari deportări în mai 1948 (numele de cod Vesna) și în martie 1949 (numele de cod Priboi), procentul de   colectivizare în RSS Lituaniană a crescut de la 3,9% în ianuarie 1949 la 60,5% în ianuarie 1950. Cu toate acestea, ritmul colectivizării în Lituania nu a fost la fel de rapid ca în Letonia sau Estonia, unde 93% și respectiv 80% dintre ferme au fost colectivizate până la sfârșitul anului 1949. Autoritățile sovietice, s-au străduit să finalizeze colectivizarea forțată din Lituania și au hotărât deportarea în masă a țăranilor care refuzau să se alăture colhozurilor nou înființate. 
Consiliul de Miniștri al Uniunii Sovietice a emis în data de 5 septembrie 1951 un decret cu numărul 3309-1568ss „Despre deportarea culacilor și a familiilor lor de pe teritoriul lituanian”  Decretul semnat de prim-ministrul Uniunii Sovietice, Iosif Vissarionovici Stalin, și secretarul premierului, Mihail Trofimovici Pomaznev, stabilea „să fie transferați pe vecie 4.000 de culaci anticolhoznici și familiile lor în Ținutul Krasnoiarsk și Regiunea Tomsk”.
Pe 6 septembrie a avut loc ședința de informare a colectivului  Ministerul Securității Statului (MGB) a RSS Lituaniene a avut loc la 6 septembrie.  Listele deportaților trebuiau pregătite de administrația locală și comitetele Partidului Comunist din Lituania. O listă centralizatoare a fost întocmită de către MGB și a cuprins 4.215 de familii (14.950 de persoane). Unii dintre cei prezenți pe lista MGB se alăturaseră deja colhozurilor, dar au fost etichetați ca „simpatizanți ai culacilor” și nu au fost excluși de la deportare. Ulterior, MGB a mai adăugat pe listă 998 de familii (4.007 persoane). Listele au fost aprobate într-o ședința a Consiliului de miniștri al Lituaniei sovietice. Lista finală nu cuprindea doar etnici lituanieni, ci și membri ai minorității poloneze din Lituania. Deși istoricii nu dispun de date complete, se estimează că aproximativ 1.100 - 1.200 de polonezi lituanieni au fost deportați în timpul operațiunii.

## Deportările
Deportarea din toamna anului 1951 a fost efectuată în mai multe etape separate:
| Data                  | Persoane deportate estimări ale lui Anušauskas | Persoane deportate estimări ale lui Tumavičius | Destinația                            | Note                                                                     |
| --------------------- | ---------------------------------------------- | ---------------------------------------------- | ------------------------------------- | ------------------------------------------------------------------------ |
| 20–21 septembrie 1951 | 3.807                                          | 2.987                                          | Regiunea Irkutsk                      | în principal rude, susținători și mesageri ai partizanilor antisovietici |
| 2–3 octombrie 1951    | 16.150 + 335                                   | 15.537                                         | Regiunea Tomsk și Ținutul Krasnoiarsk | inclusiv 5.278 de copii, dintre care 39 au murit în timpul transferului  |
| 30 noiembrie 1951     | 452                                            |                                                | Raionul Biiski din Ținutul Altai      | majoritatea erau țărani                                                  |

Operațiunile au fost conduse de Piotr Kapralov, ministrul securității statului al Lituaniei sovietice, și de Iakov Edunov, din cadrul serviciului de contrainformații al Ministerului Securității Statului (MGB). Cei doi trimiteau rapoarte cu privire la evoluția operațiunii lui Semion Ignatiev, șeful MGB. Pentru reușita operațiunii au fost mobilizați 3.818 ofițeri din cadrul MGB, 11.270 militari ai Ministerului Afacerilor Interne (MVD), soldați ai batalioanelor de distrugere (NKVD) și milițieni, precum și aproximativ 8.000 de activiști ai Partidului Comunist. Această forță a fost organizată in mai mult de 3.000 de unități operative, formate din un ofițeri MGB, doi soldați din batalioanele de distrugere, doi soldați MVD, milițieni și un număr variabil de activiști de partid. Fiecare unitate operativă era responsabilă pentru deportarea maximum trei familii. Unitatea se deplasa doar pe timpul nopții la adresa familiei de deportat, se asigura că nici un membru al familiei nu reușea să fugă, verifica identitățile deportaților, supraveghea împachetarea bunurilor personale ale familiei și se asigurau că familia este transportată la stația de cale ferată desemnată. Activiștii partidului rămâneau în gospodării pentru inventarierea bunurilor rămase, care urmau treacă în posesia colhozului. Deportații au fost încărcați în vagoane de marfă, fără nicio instalație sanitară, în care au petrecut aproximativ o lună în călătoria lor către Regiunea Tomsk și Ținutul Krasnoiarsk.